# William Douglas the Hardy
William Douglas, Signore di Douglas (Scozia, 1243 circa – Torre di Londra, 1298 circa), nobile scozzese combatté al fianco di William Wallace.

## Gli anni oscuri
William Douglas nacque attorno al 1243 da William Longleg Signore di Douglas (1220 circa-1274 circa) e, probabilmente, dalla sua seconda moglie Costanza di Fawdon. La sua prima apparizione documentata risale al 1256 in un'Assise di Newcastle upon Tyne dove il padre disputava una questione di tasse sulle loro terre di Warndon. William Longleg era un Signore e sopra di lui stava Gilbert de Umfraville, Conte di Angus, le accuse che gli aveva rivolto, di essersi appropriato di denaro, erano state fatte cadere da una giuria e William Longleg era stato quindi fatto rapire e portato al castello di Harbottle. Dopo di che il conte era fuggito con circa 100£ e William Longleg era rimasto ferito nel combattimento.
In questi primi anni non è facile ricostruire i movimenti di William, alcuni storici sostengono che egli non partecipò all'Ottava crociata, mentre altri come William Fraser sono convinti che sia stato lui e non il padre ad accompagnare David I Strathbogie, Conte di Atholl (morto il 6 agosto 1270) in Terra santa nel 1270, come scritto nel Chronica Gentis Scotorum.
Nel 1274 William Longleg morì lasciando il proprio titolo, probabilmente, al figlio maggiore Hugh, ma entro la fine di quel decennio William ereditò i beni ed i titoli di famiglia. Nel 1288 era già stato nominato cavaliere ed in quell'anno egli fu chiamato alle armi da Andrew de Moray perché imprigionasse il proprio zio Sir Hugh de Abernethy presso il castello di Douglas. Abernethy era colpevole dell'omicidio di Donnchadh III, Conte di Fife, uno dei sei Guardiano di Scozia e questi morì durante la prigionia nonostante i tentativi di Edoardo I d'Inghilterra di ottenere il suo rilascio. Dal 1289 i documenti che lo riguardano lo citano come "Signore di Douglas".

## Le vicissitudini matrimoniali
In quello stesso periodo morì la sua prima moglie Elizabeth Stewart, probabilmente di parto.
Verso la fine del 1288 William insieme ad un altro cavaliere assediò il castello di Fa'side, presso Tranent. Il maniero era in mano ad Alan la Zouche, I barone la Zouche di Ashby (9 ottobre 1267-poco prima del 25 marzo 1314) ed alla di lui moglie Eleanor, insieme a loro viveva una giovane vedova Eleanor de Lovaine, discendente di Goffredo III di Lovanio cui re Edoardo I d'Inghilterra aveva dato una discreta dote vedovile. Il marito defunto della giovane non aveva avuto terre solo in Inghilterra, ma anche in Scozia ed Eleonora era salita al nord per riscuotere le proprie rendite, valutata la situazione William rinunciò a razziare il castello preferendo rapire la vedova.
Se anche Eleonora non fu in apparenza così scossa o disgustata dal suo improvviso matrimonio con William re Edoardo non fu dello stesso avviso. Ordinò infatti allo Sceriffo del Northumberland di porre d'assedio tutte le proprietà dei Douglas e di arrestarlo qualora se ne fosse presentata l'occasione. Per essere sicuro di averli fra le mani, Edoardo I mise inoltre in movimento il Guardiano di Scozia ordinandogli di arrestare William e la moglie, i Guardiani però non si mossero affatto, William infatti aveva degli agganci entro le loro file, James Stewart (morto il 16 luglio 1309) era suo cognato, mentre Alexander Comyn, Conte di Buchan (morto nel 1289) era il cognato di Eleonora, d'altro canto un ordine tanto perentorio dal re d'Inghilterra non poteva averli di certo ben disposti.
William non scappò, però, dalla prigionia. Nei primi mesi del 1290 venne incarcerato presso il castello di Knaresborough, la cattività durò davvero poco, in maggio fu liberato dopo che la moglie ebbe spedito una cauzione attraverso quattro emissari, tutti cugini della donna. Edoardo I d'Inghilterra non sembrò serbare ulteriore rancore per William tanto che gli vennero restituite tutte le terre che erano state confiscate precedentemente.

## Dentro e fuori le regie prigioni
Il sigillo di William si trova sul Trattato di Salisbury che approvava il matrimonio fra Margherita di Scozia ed Edoardo II d'Inghilterra e fu tra i nobili che idearono quel trattato. Nel 1291 i Guardiani accettarono Edoardo I d'Inghilterra come Lord Paramount (una carica che lo poneva oltre le autorità feudali locali) e la sua scelta di nominare re degli scozzesi Giovanni di Scozia preferendolo a Robert Bruce. Dalla fine di quell'anno però William si trovò di nuovo privo del favore regale e le sue terre vennero confiscate nuovamente, Edoardo, forse saggiamente, aveva preferito mettere delle persone a lui devote nelle posizioni di potere sfavorendo così i nobili locali. Giovanni di Scozia salì al trono il 17 novembre e convocò il proprio primo Parlamento il 10 febbraio 1293, a quel punto William insieme ad altri nobili come Robert Bruce non rispose alla chiamata e vennero dichiarati in contumacia. Benché William fosse poi andato alla successiva convocazione venne imprigionato perché si rifiutò di riverire gli ufficiali reali e durante la sua carcerazione fu obbligato a tassare alcune delle sue terre per provvedere alle campagne militari del sovrano inglese.
Intanto Giovanni si rivelò un re inefficiente ed inetto, tentato inoltre di sfidare l'autorità del sovrano inglese. I nuovi Guardiani furono creati nel 1295 e a questo seguì la stipula di un trattato con la Francia, cui andò il nome di Auld Alliance, ratificato nel febbraio del 1296 che doveva combattere lo strapotere inglese sulla Scozia. William venne quindi nominato Governatore di Berwick-upon-Tweed il più grande centro commerciale scozzese dell'epoca. Quando Edoardo seppe del Trattato mosse l'esercito fino a Berwick che venne presa dagli inglesi il Venerdì santo del 1296 e i soldati non mostrarono nessuna pietà per gli abitanti che vennero massacrati a migliaia. William non resistette a lungo e chiese di potersi arrendere insieme a coloro che erano sopravvissuti, ai civili e ai militari venne concessa la libertà, mentre William venne nuovamente preso prigioniero e le sue ultime proprietà dell'Essex furono confiscate.
La libertà di William venne subordinata alla firma che avrebbe dovuto apporre sul Ragman Roll un documento in cui i nobili scozzesi accettavano l'alleanza con Edoardo I e Giovanni come loro sovrano. Una volta prestato questo giuramento William venne liberato, gli vennero restituite le sue proprietà scozzesi, ma non quelle del Northumberland che andarono a Gilbert de Umnfraville, suo antico rivale.

## La fatale ribellione
William, a quel punto, non esitò ad unirsi ai propri compatrioti che, sotto la guida di William Wallace e Robert Bruce diedero vita a una ribellione per riprendersi l'indipendenza. Tuttavia gli scozzesi non ebbero grande fortuna all'inizio e a seguito della Battaglia di Dunbar combattuta il 27 aprile 1296 una metà della nobiltà locale finì a languire nelle prigioni inglesi. Fu a seguito di questa scaramuccia che la figura di Wallace prese sempre più importanza, diventando ben presto il leader di tutti i ribelli indipendentisti del paese. Il 7 luglio William venne chiamato a corte da Edoardo insieme ad altri cinquanta baroni perché lo accompagnassero nelle Fiandre per combattere con Guido di Dampierre contro Filippo il Bello di Francia. William rifiutò preferendo unirsi a Wallace, altri nobili invece, pur condividendone gli intenti giudicarono Wallace una guida indegna, essendo egli socialmente inferiore a loro. William combatté con il suo compatriota presso Sanquhar e Durisdeer mettendo mano a parte delle casse inglesi che erano lì custodite. Quel bottino diede loro modo di finanziare la successiva e vittoriosa Battaglia di Stirling Bridge dell'11 settembre, quando l'esercito ribelle mise in scacco gli inglesi altri nobili, finalmente, si unirono a loro.
Edoardo non assistette con le mani in mano alla ribellione di William e ne ordinò l'arresto che fu eseguito negli ultimi mesi del 1297 quando fu accusato di aver rotto un trattato di pace con gli inglesi sottoscritto poco tempo prima. Mentre Wallace e i suoi uomini vincevano a Stirling William finì in prigione a Berwick, il 12 ottobre venne tradotto alla Torre di Londra e di lui si perdono ancora le tracce. Della sua fine si sa poco se non che, entro la fine del 1298 era morto.

## I figli
Dalla prima moglie, Elizabeth, William ebbe
- James Douglas (condottiero)

mentre dalla seconda, Eleanor, ne ebbe due
- Hugh Douglas (1294-tra il 1342 ed il 1346)
- Archibald Douglas (prima del 1298-19 luglio 1333)